# František Ondrúšek
František Ondrúšek (4. března 1861, Bystřice pod Hostýnem – 3. dubna 1932, Bystřice pod Hostýnem) byl český malíř známý především svými portréty.

## Život
Po dokončení Slovanského gymnázia v Olomouci studoval na pražské, vídeňské, benátské a mnichovské akademii, kde také absolvoval. Spolu s Karlem Dvořákem, Luďkem Maroldem, Alfonsem Muchou, Jožou Uprkou, Jaroslavem Věšínem a dalšími založil v Mnichově spolek českých výtvarníků Škréta. V roce 1920 přesídlil z Mnichova zpět do svého bydliště.
Kromě zahraničních objednatelů (portrétoval např. bavorské krále) pracoval rovněž pro české zákazníky. Známý je jeho portrét prezidenta Masaryka pro brněnskou techniku, stejně jako podobizny významných osobností českého národa (Leoš Janáček, Luděk Marold, Jaroslav Vrchlický, Josef Hlávka, Leopold Prečan aj.). V roce 1923 namaloval obraz ostravského stavitele a sběratele umění Františka Jurečka, který je řazen mezi jeho přední práce.

## Galerie

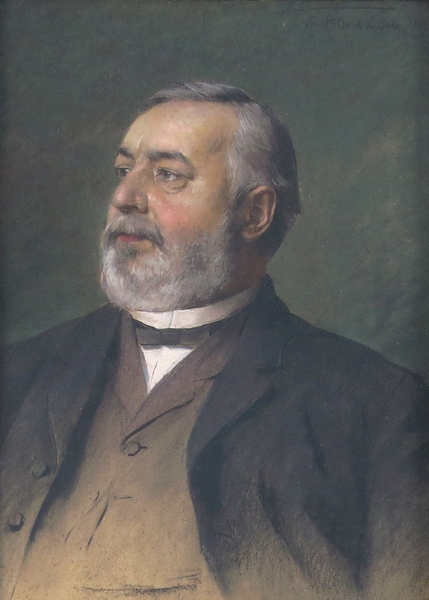
František Ondrúšek Portrét muže (1891)
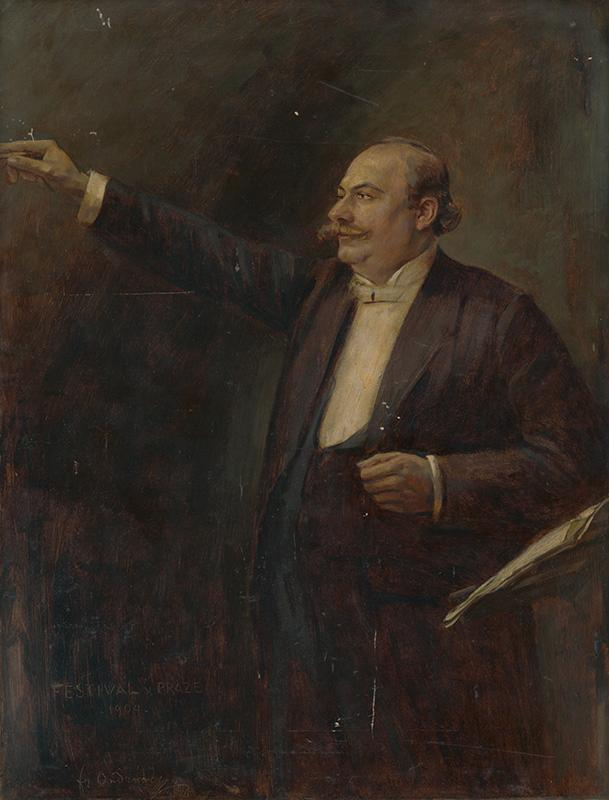
František Ondrúšek Portrét Oskara Nedbala (1904)
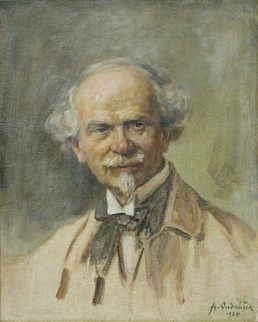
František Ondrúšek Portrét malíře Bohumíra Jaroňka
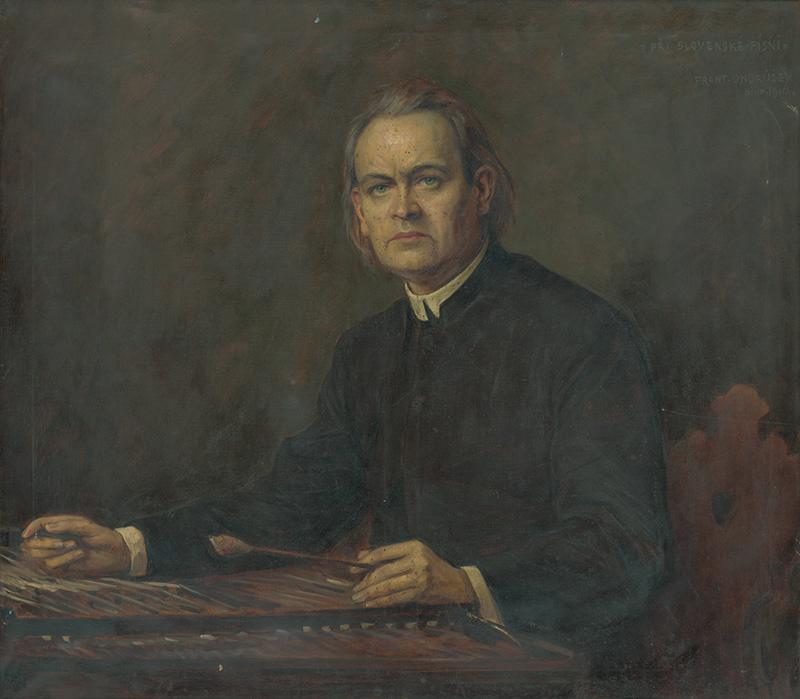
František Ondrúšek Portrét dr. Kolíska (1916)
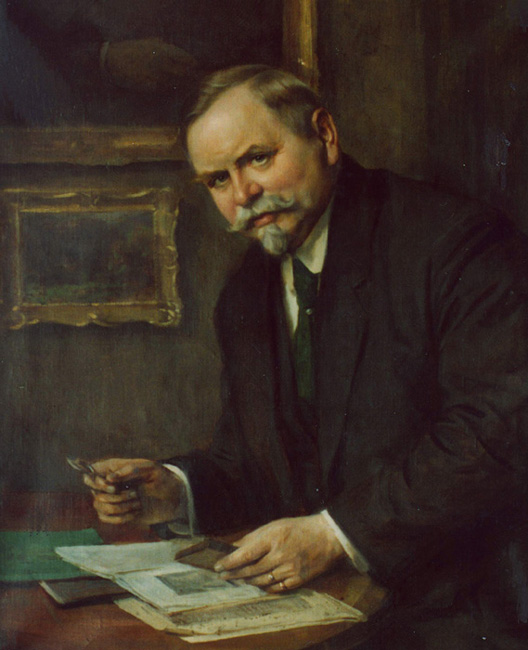
František Ondrúšek Portrét stavitele Františka Jurečky (1923)
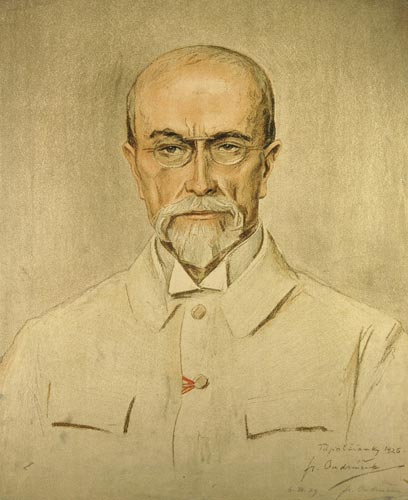
František Ondrúšek Podobizna T. G. Masaryka (1926)